# اسب عریان

باربارا بوشه در صحنه‌ای از فیلم.

اسب عریان (ایتالیایی: Una cavalla tutta nuda) یک کمدی سکسی سبک ایتالیایی به کارگردانی فرانکو روسِـتی است که در سال ۱۹۷۲ منتشر شد.

## بازیگران
- دن باکی
- باربارا بوشه
- رنتسو مونتانیانی
- ویتوریو کونجا
- پیترو توریسی
- لئوپولدو تریئسته
- اِدا فرونائو
- گیگو مازینو